# Cerodontha chilenica
Cerodontha chilenica este o specie de muște din genul Cerodontha, familia Agromyzidae, descrisă de Spencer în anul 1982. Conform Catalogue of Life specia Cerodontha chilenica nu are subspecii cunoscute.